# Jean Colobos
Jean Colobos (copte: Ⲁⲃⲃⲁ Ⲓⲱⲁⲛⲛⲏⲥ Ⲡⲓⲕⲟⲗⲟⲃⲟⲥ ; grec: Ιωάννης Κολοϐός ; arabe: ابو يحنّس القصير (Abū) Yuḥannis al-Qaṣīr), né vers 339 à Bubastis, en Égypte et mort vers 405 au mont Colzim (en), près de Suez, encore appelé Jean le Nain, est un père du désert égyptien de l'Église primitive et un saint des Églises catholique et orthodoxe.

## Biographie
Jean le nain naît dans une famille de chrétiens pauvres. À dix-huit ans, il part vivre dans le désert de Scété où il devient l'un des disciples de saint Pambo et l'ami de saint Bishoy. Il mène une vie d'austérité et enseigne l'ascétisme à d'autres moines, parmi lesquels Arsène le Grand. On lui attribue quarante des apophtegmes des Pères du désert.

### L'arbre de l'obéissance

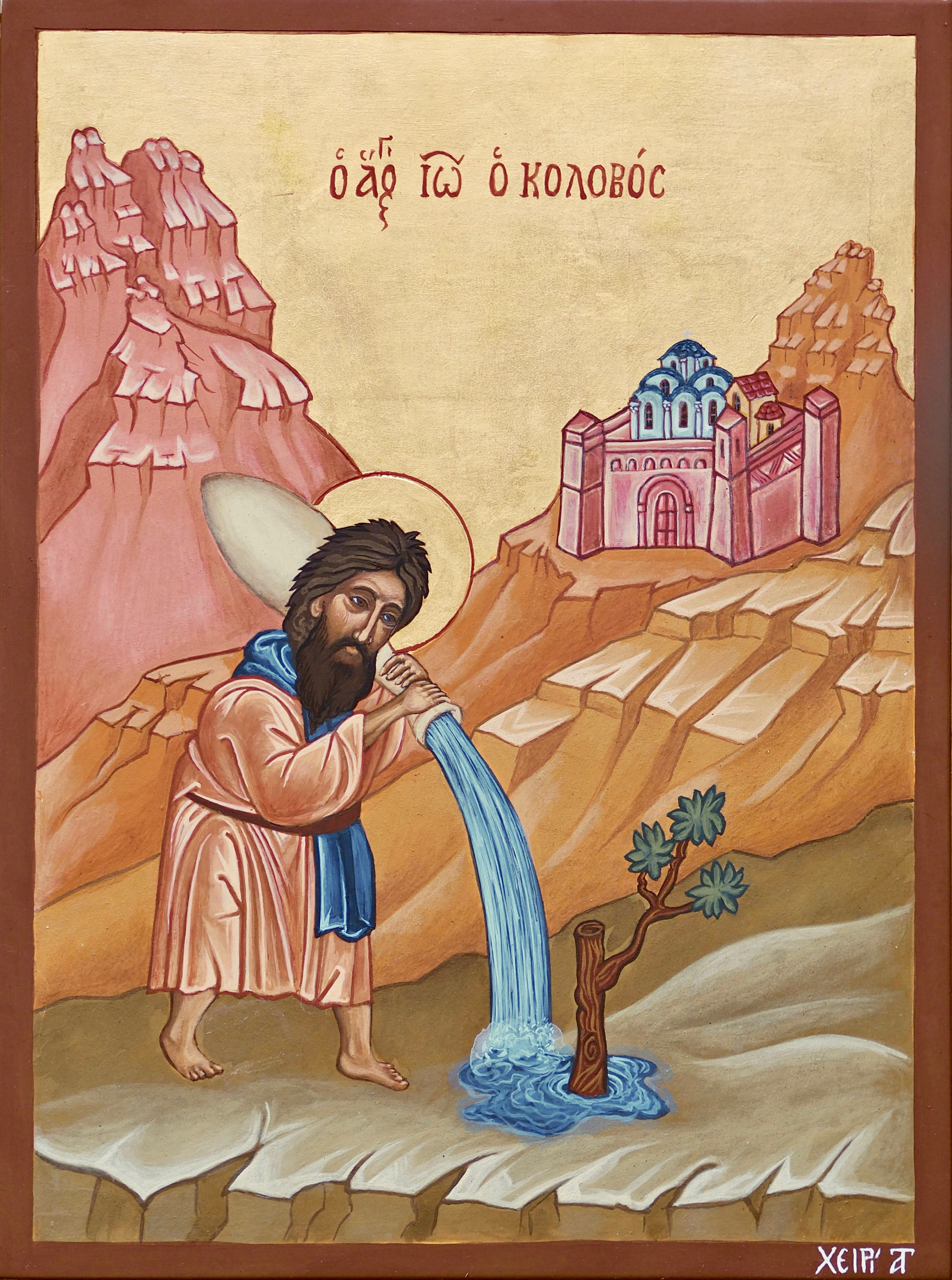
Icône de Jean Colobos.

Jean le nain est surtout connu pour son obéissance. La plus célèbre histoire à ce sujet raconte qu'un jour Pambo lui remit un morceau de bois sec en lui ordonnant de le mettre en terre et de l'arroser. Jean obéit et arrosa le morceau de bois deux fois par jour, alors que le point d'eau se trouvait à environ 20 kilomètres de là. Au bout de trois ans, le morceau de bois se mit à bourgeonner puis à grandir et devint finalement un arbre fruitier. Pambo prit quelques fruits de cet arbre et en fit une distribution à tous les anciens moines en disant : « Prenez, mangez du fruit de l'obéissance ». L'arbre de saint Jean le Nain, connu sous le nom d'arbre de l'obéissance, serait toujours vivant dans le monastère abandonné de Saint-Jean-le-Nain, dans le désert de Nitrie[réf. souhaitée].

### L'épisode de la mort de Paésie
Un autre histoire faisant intervenir Jean Colobos est celle de la rédemption d'une jeune femme nommée Paésie, citée dans ses œuvres complètes par Thérèse de Lisieux, celle-ci faisant elle-même référence à un passage de la Vie des Pères des Déserts d'Orient de Marie-Ange Marin, intitulé : « Histoire de la pécheresse convertie et morte d'amour ». Cette jeune fille, ayant perdu tôt ses parents, emploie d'abord son héritage pour faire de sa maison un hospice où elle permet aux moines solitaires de Scété de vendre leurs marchandises. Au bout de quelque temps, regrettant les sommes investies dans cette œuvre de charité, elle décide de fermer sa maison aux moines et s'enfonce dans le crime et la débauche. Les solitaires de Scété lui envoient alors Jean le Nain qui parvient à obtenir son repentir et à la convaincre de quitter sa maison pour l'accompagner dans le désert, sans doute dans l'intention de la conduire à un monastère. Au cours de la nuit, Paésie meurt subitement dans son sommeil, par « trop plein d'amour » selon sainte Thérèse.

### Les dernières années
Après le départ de saint Pambo Jean est ordonné prêtre par le pape Théophile et devient l'abbé du monastère qu'il fonde autour de l'arbre de l'obéissance. Lorsque les Berbères envahissent Scété en 395, Jean s'enfuit pour s'installer sur le Mont Colzim, près de l'actuelle ville de Suez, où il meurt une dizaine d'années plus tard.
En 515, les reliques de saint Jean le Nain sont translatées au désert de Nitrie. Sa fête est célébrée le 17 octobre dans l'Église catholique, le 20 phaophi dans l'Église copte orthodoxe, et le 9 novembre dans l'Église orthodoxe orientale.

## Influences culturelles
Le dernier film d'Andreï Tarkovski, Le Sacrifice, sorti en 1986, s'ouvre sur un long travelling de neuf minutes, où Alexandre, le personnage principal, plantant un arbre devant un enfant muet, lui raconte un apophtegme de Jean Colobos, puis discute du nain boiteux du Zarathoustra de Nietzsche avec un facteur.